# Psychoda acutipennis
Psychoda acutipennis és una espècie d'insecte dípter pertanyent a la família dels psicòdids que es troba a Nova Zelanda: les illes Antípodes.